# Bathycharax
Bathycharax är ett släkte av insekter. Bathycharax ingår i familjen Bacillidae.
Kladogram enligt Catalogue of Life:
| Bathycharax | \| \| Bathycharax auriculatus \| \| \| \| \| \| Bathycharax granulatus \| \| \| \| |
|             | \| \| Bathycharax auriculatus \| \| \| \| \| \| Bathycharax granulatus \| \| \| \| |
|             | Antongilia                                                                         |
|             |                                                                                    |
|             | Bacillus                                                                           |
|             |                                                                                    |
|             | Cirsia                                                                             |
|             |                                                                                    |
|             | Clonopsis                                                                          |
|             |                                                                                    |
|             | Leprodes                                                                           |
|             |                                                                                    |
|             | Macynia                                                                            |
|             |                                                                                    |
|             | Ocnobius                                                                           |
|             |                                                                                    |
|             | Onogastris                                                                         |
|             |                                                                                    |
|             | Paracirsia                                                                         |
|             |                                                                                    |
|             | Paronogastris                                                                      |
|             |                                                                                    |
|             | Phalces                                                                            |
|             |                                                                                    |
|             | Pseudodatames                                                                      |
|             |                                                                                    |
|             | Pseudonogastris                                                                    |
|             |                                                                                    |
|             | Tuberculatocharax                                                                  |
|             |                                                                                    |
|             | Ulugurucharax                                                                      |
|             |                                                                                    |
|             | Virgasia                                                                           |
|             |                                                                                    |
|             | Xylica                                                                             |
|             |                                                                                    |
|             | Xylobacillus                                                                       |
|             |                                                                                    |
|             | Bathycharax auriculatus                                                            |
|             |                                                                                    |
|             | Bathycharax granulatus                                                             |
|             |                                                                                    |

|  | Bathycharax auriculatus |
|  |                         |
|  | Bathycharax granulatus  |
|  |                         |